# Темнокрылы
Темнокрылы (лат. Sciara) — род двукрылых насекомых из семейства детритниц.

## Описание
Род характеризуется шестнадцатичлениковыми маловолосистыми согнутыми усиками, более длинными у самцов, чем у самок, 3 глазками, большими, сверху почти соприкасающимися фасеточными глазами и крыльями, лежащими в покое плоско сверху тела. Личинки питаются разлагающимися или живыми растительными веществами.

## Некоторые виды
- Sciara flavimana Zetterstedt, 1851
- Sciara flavomarginata Mohrig & Mamaev, 1982
- Sciara hemerobioides (Scopoli, 1763)
- Sciara humeralis Zetterstedt, 1851
- Sciara lackschewitzi (Lengersdorf, 1934)
- Sciara ruficauda Meigen, 1818
- Sciara ulrichi Menzel & Mohrig, 1998

## Палеонтология
Древнейший представитель рода Sciara burmitina обнаружен в бирманском янтаре сеноманского возраста (99,6 —93,5 млн лет).